# Aplungen (Frykeruds socken, Värmland)
Aplungen är en sjö i Kils kommun i Värmland och ingår i Göta älvs huvudavrinningsområde. Sjön har en area på 0,703 kvadratkilometer och ligger 84,1 meter över havet.

## Delavrinningsområde
Aplungen ingår i det delavrinningsområde (660745-135155) som SMHI kallar för Utloppet av Aplungen. Medelhöjden är 107 meter över havet och ytan är 10,79 kvadratkilometer. Det finns ett avrinningsområde uppströms, och räknas det in blir den ackumulerade arean 15,98 kvadratkilometer. Vattendraget som avvattnar avrinningsområdet har biflödesordning 3, vilket innebär att vattnet flödar genom totalt 3 vattendrag innan det når havet efter 284 kilometer. Avrinningsområdet består mestadels av skog (40 procent), öppen mark (17 procent) och jordbruk (35 procent). Avrinningsområdet har 0,69 kvadratkilometer vattenytor vilket ger det en sjöprocent på 6,4 procent.